# Königskerzen-Mönch

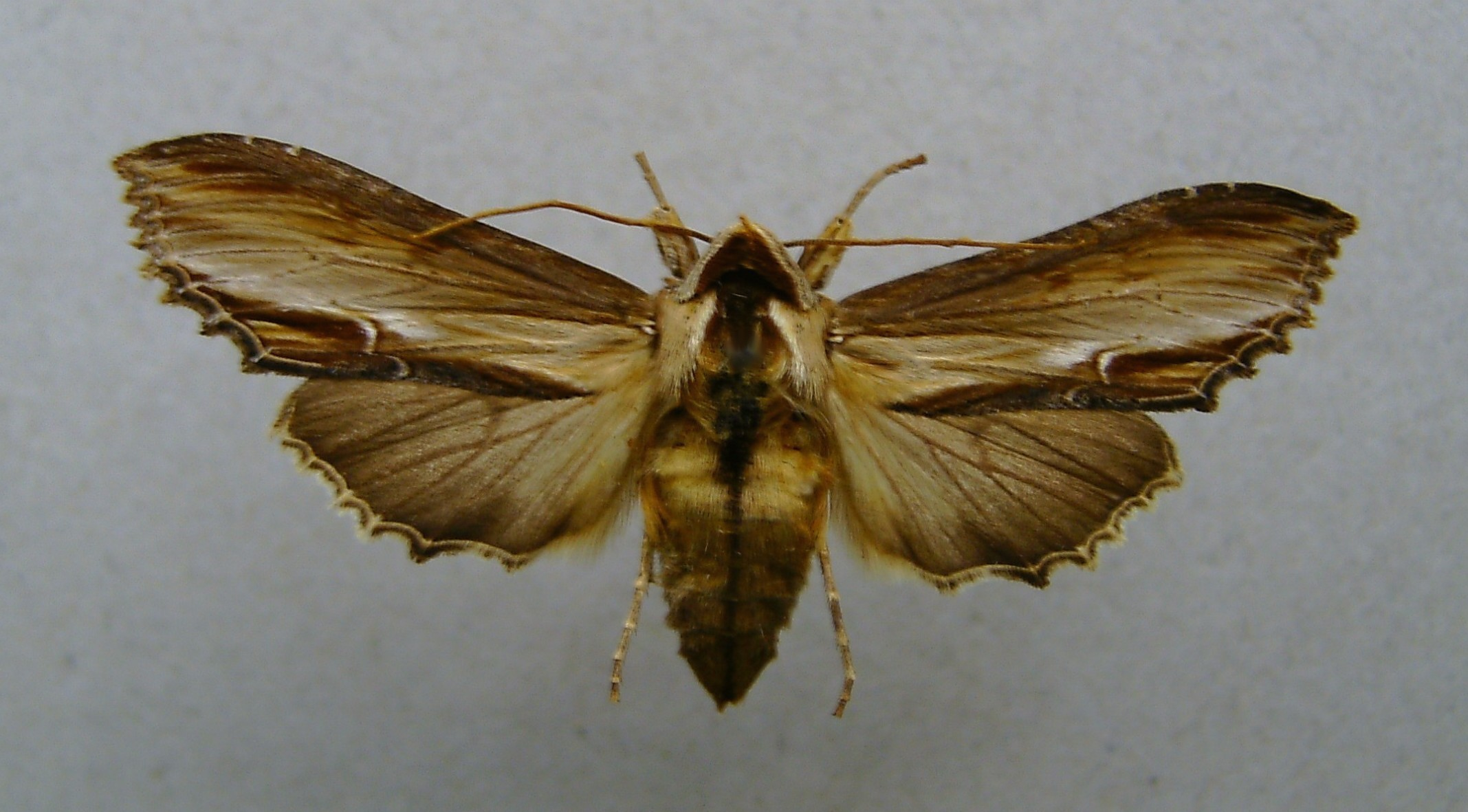
Präparat des Königskerzen-Mönchs

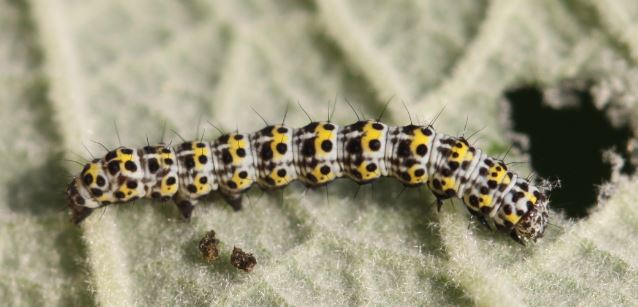
Jungraupe des Königskerzen-Mönchs

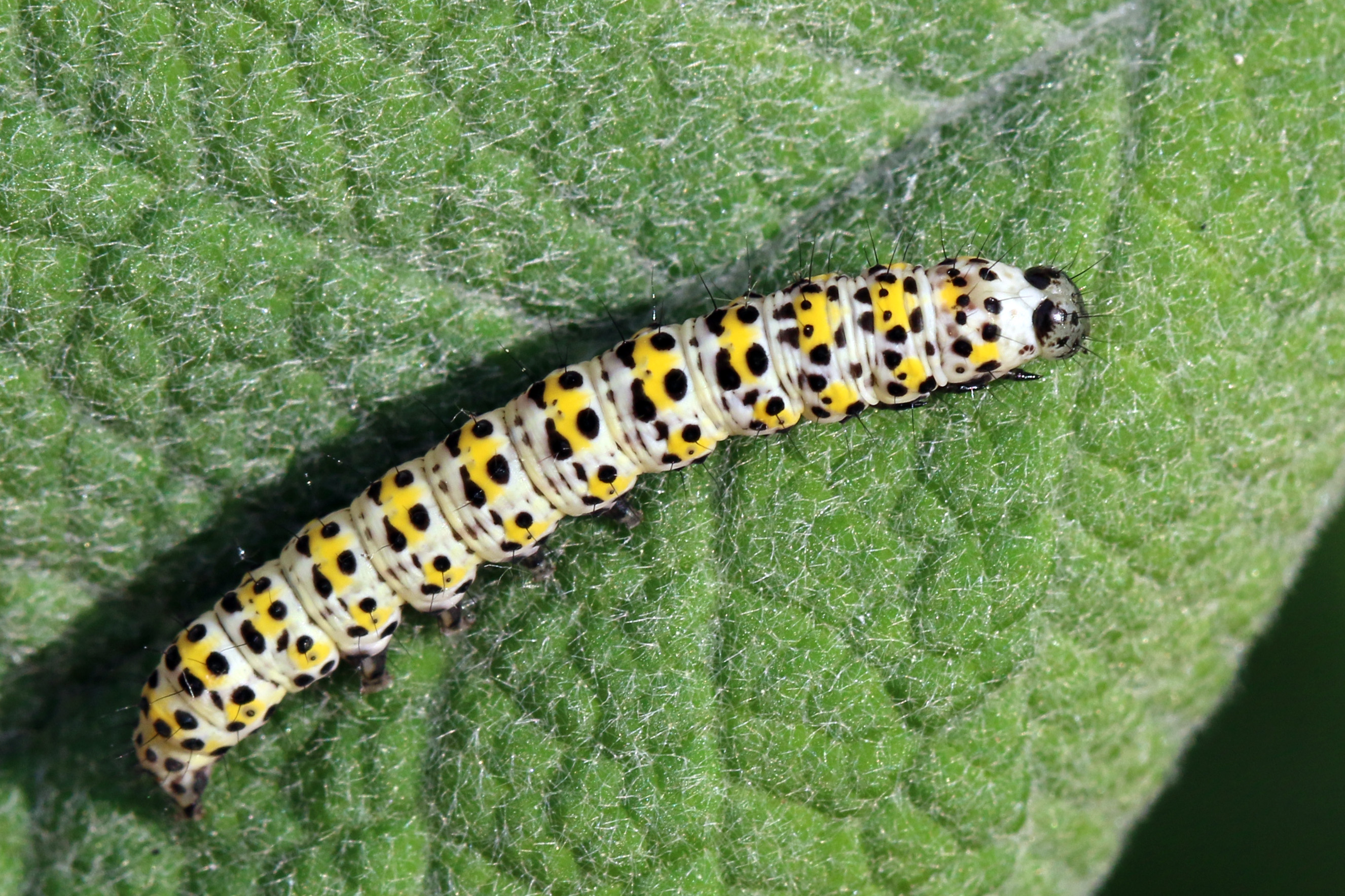
Ausgewachsene Raupe des Königskerzen-Mönchs

Der Königskerzen-Mönch (Cucullia verbasci), auch Brauner Mönch genannt, ist ein Schmetterling (Nachtfalter) aus der Familie der Eulenfalter (Noctuidae).

## Merkmale

### Falter
Mit einer Flügelspannweite von etwa 48 bis 56 Millimetern zählen die Falter zu den größeren Mönchseulenarten. Die Vorderflügel sind von ockerbrauner bis braungrauer Grundfärbung. Der Innenrandbereich ist dunkelbraun und erweitert sich Richtung Saum deutlich. Etwa in der Mitte dieses Bereichs befinden sich zwei helle, halbmondförmige Zeichen. Über dem Innenrand ist ein weißliches Feld zu erkennen. Dieses reicht bis zum Außenrand. Der Saum ist stark gezackt, die Spitze vorgezogen. Sowohl die innere als auch die äußere Querlinie und sämtliche Makel sind sehr undeutlich ausgebildet, fehlen aber meist ganz. Der Vorderrand ist breit, dunkelbraun bis rotbraun und geht nach innen allmählich in hellere Tönungen über. Die Hinterflügel sind am Analwinkel stark gezackt, von bräunlicher Farbe und zeigen deutlich erkennbare Adern. An Kopf und Hals ist die für Mönchseulen typische Kapuze zu erkennen, die aus stark nach vorne gerichteten Haaren gebildet wird. Am Hinterleib befinden sich weitere kurze Haarschöpfe.

### Ei
Das Ei ist kugelig, an der Basis jedoch abgeflacht und stark gerippt. Es ist zunächst weiß, später grau gefärbt und zeigt dann auch einige  rötlichgelbe Flecke in der Nähe des Pols.

### Raupe
Erwachsene Raupen haben eine rein weiße, gelblichweiße oder grünlichweiße Grundfärbung. Auf jedem Segment befindet sich eine leuchtend gelbe, manchmal auch in einzelne Flecke aufgelöste Querbinde. An den Seiten und auf dem Rücken zeigt sich eine Vielzahl schwarzer Flecke und Striche. Diese sind etwas kleiner als bei der sehr ähnlichen Raupe vom Braunwurz-Mönch, die meist auch eine leicht bläulichweiße Grundfarbe aufweist. Am Körper befinden sich einige kurze, dünne Haare. Der Kopf ist groß, gelb und zeigt ein markantes schwarzes Fleckenmuster.

### Puppe
Die Puppe ist braungelb gefärbt. Besonders auffällig ist die lange Rüsselscheide.

### Ähnliche Arten
Einige ähnliche Arten aus der Vielzahl der „Braunen Mönche“ sind im Folgenden ausgewählt:
- Astern-Mönch (Cucullia asteris)
- Hundsbraunwurz-Mönch (Shargacucullia caninae)
- Shargacucullia gozmanyi
- Graubestäubter Wollkrautmönch (Shargacucullia lychnitis)
- Braunwurz-Wald-Mönch (Shargacucullia prenanthis)
- Braunwurz-Mönch (Shargacucullia scrophulariae)
- Shargacucullia scrophulariphaga
- Shargacucullia scrophulariphila
- Verschollener Königskerzen-Mönch (Shargacucullia thapsiphaga)

Von allen vorgenannten Arten unterscheidet sich C. verbasci in der Regel durch die deutlichere Größe, die breiteren Vorderflügel, den breiteren braunen Vorderrandstreifen, die sehr markant ausgeprägten doppelten Halbmonde auf den Vorderflügeln und das generell dunklere Erscheinungsbild. Zur eindeutigen Bestimmung sollten dennoch genitalmorphologische Untersuchungen zu Rate gezogen werden.

## Vorkommen und Lebensraum
Die Art ist von Nordwestafrika quer durch fast ganz Europa verbreitet. Allerdings gibt es im Norden nur Einzelfunde aus Dänemark und Südfinnland. Das asiatische Vorkommen reicht bis Westafghanistan. In den Alpen steigt sie bis auf 1600 Meter Höhe. Der Königskerzen-Mönch ist vorwiegend auf trockenen und warmen Plätzen anzutreffen, so auf Steppenheiden, Trockenrasenflächen, an Felshängen sowie auf Ödländereien und in Parklandschaften.

## Lebensweise
Die Art bildet eine Generation im Jahr, wobei die Hauptflugzeit der überwiegend nachtaktiven Falter von Mitte April bis Mitte Juni dauert. Sie werden sehr stark von künstlichen Lichtquellen angezogen, an Ködern wurden sie jedoch nicht nachgewiesen. Gelegentlich saugen sie schon in der Dämmerung an den Blüten von Nelkengewächsen (Caryophyllaceae). Am Tage sitzen die Falter oftmals an Zweigen, wo sie aufgrund ihrer braunen Farbe schwer zu erkennen sind. Die Halskragenbehaarung simuliert zusätzlich eine Zweigabbruchstelle. Die Raupen ernähren sich überwiegend von verschiedensten Königskerzenarten (Verbascum). Dazu zählen:
- Kleinblütige Königskerze (Verbascum thapsus)
- Schwarze Königskerze (Verbascum nigrum)
- Mehlige Königskerze (Verbascum lychnitis)
- Flockige Königskerze (Verbascum pulverulentum)
- Windblumen-Königskerze (Verbascum phlomoides)
- Großblütige Königskerze (Verbascum densiflorum)
- Schaben-Königskerze (Verbascum blattaria)

Gelegentlich wurden die Raupen auch an Knotige Braunwurz (Scrophularia nodosa)
oder Schmetterlingsflieder (Buddleja davidii) gefunden, an dem sie sich auch leicht züchten lassen. Jüngere Raupen fressen zunächst an den Blättern, später an den Blüten und Fruchtständen. Sie leben ab Mai und verpuppen sich im Herbst in einem festen Kokon am Boden, wobei die Puppen gelegentlich zwei Jahre überliegen.

## Natürliche Feinde
Die Raupen des Königskerzen-Mönchs werden von verschiedenen Brackwespen-Arten parasitiert. Deren Larven entwickeln sich innerhalb der Raupe, töten diese schließlich und verpuppen sich in einem eigenen Kokon außerhalb der Raupe.

## Gefährdung
Der Königskerzen-Mönch kommt in den deutschen Bundesländern in sehr unterschiedlicher Anzahl vor, wird auf der Roten Liste gefährdeter Arten aber als nicht gefährdet geführt.